# Посёлок санатория «Подмосковье»
Посёлок санатория «Подмосковье» — населённый пункт в городском округе Домодедово Московской области России.
Расположен у западных окраин города Домодедово, в 2 км к юго-западу от его микрорайона Востряково.

## История

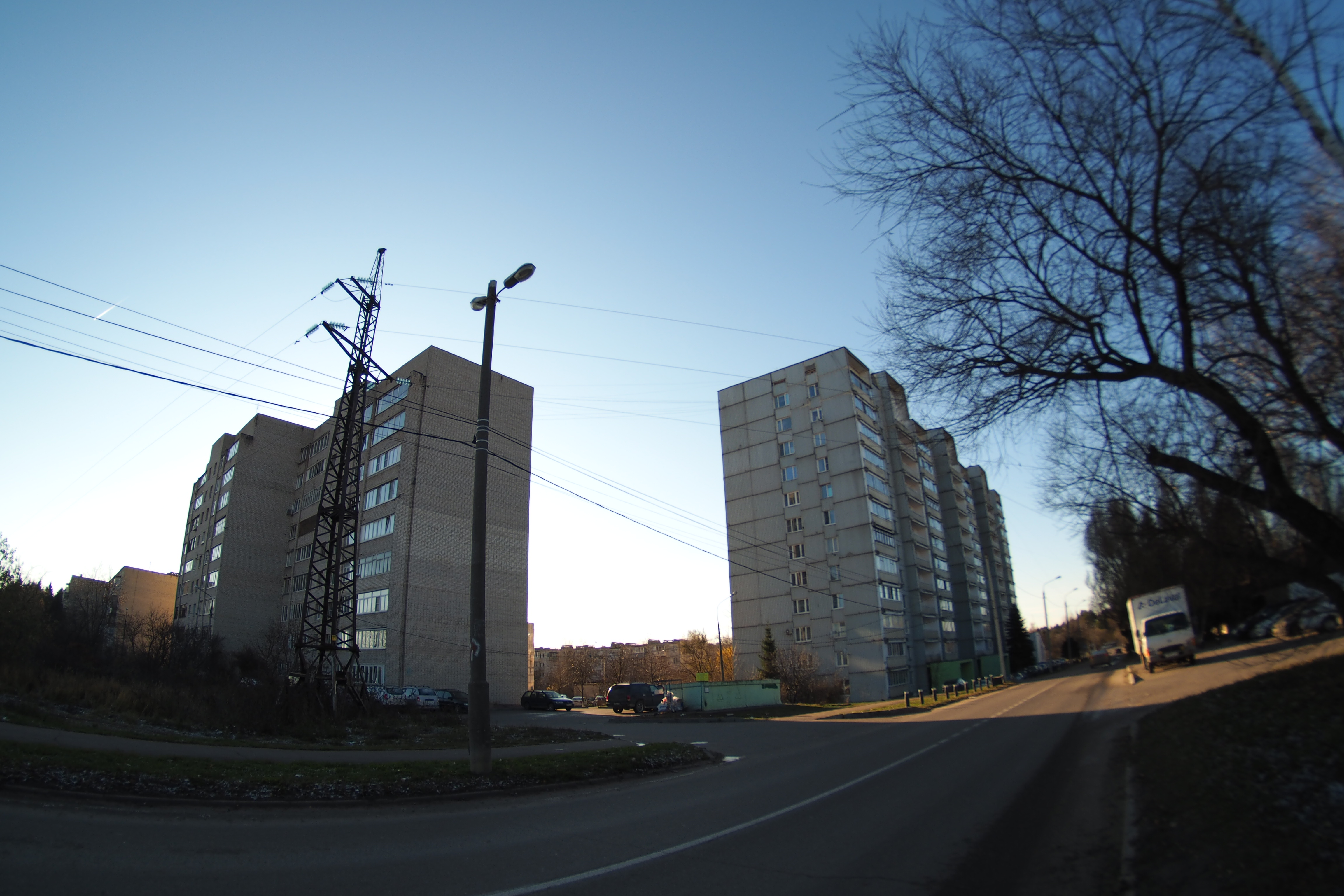
Вид на дома на въезде в посёлок

До 1994 года посёлок входил в Одинцовский сельсовет, с 1994 по 2007 год — в Одинцовский сельский округ Домодедовского района. С 2007 года посёлок является центром Одинцовской территории в рамках территориального отдела Никитского административного округа городского округа Домодедово.

## Население
| 2002 | 2010  | 2021  |
| ---- | ----- | ----- |
| 2623 | ↘2446 | ↗3952 |